# Śniegiszki (sielsowiet Widze)
Śniegiszki (biał. Снегішкі; ros. Снегишки) – chutor na Białorusi, w obwodzie witebskim, w rejonie brasławskim, w sielsowiecie Widze.
Dawnej Snegiszki.

## Historia
W czasach zaborów w granicach powiatu nowoaleksandrowskiego Imperium Rosyjskiego.
W latach 1921–1945 wieś leżała w Polsce, w województwie nowogródzkim (od 1926 w województwie wileńskim), w powiecie brasławskim, w gminie Widze.
Według Powszechnego Spisu Ludności z 1921 roku zamieszkiwały tu 34 osoby, wszystkie były wyznania staroobrzędowego i zadeklarowały polską przynależność narodową. Było tu 7 budynków mieszkalnych. W 1931 w 22 domach zamieszkiwały 102 osoby.
Miejscowość należała do parafii prawosławnej w Widzach. Podlegała pod Sąd Grodzki w Turmoncie i Okręgowy w Wilnie; właściwy urząd pocztowy mieścił się w Widzach.